# 带叶石楠
带叶石楠（学名：Photinia loriformis）是蔷薇科石楠属的植物，为中国的特有植物。分布于中国大陆的云南、四川等地，生长于海拔2,100米至2,700米的地区，一般生长在干燥山坡丛林中，目前尚未由人工引种栽培。

## 别名
牛筋条、黄牛筋、红牛筋（云南土名）